# Jonas Elmer
Jonas Elmer (Zurigo, 28 febbraio 1988) è un ex calciatore svizzero, di ruolo difensore.

## Palmarès

### Club
- Coppa Svizzera: 1

Sion: 2010-2011